# モイセイ・ギンズブルグ

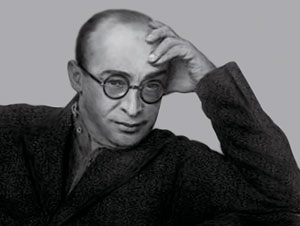
1920年当時の写真

モイセイ・ヤコヴレヴィチ・ギンズブルグ（Moisei Yakovlevich Ginzburg、1892年6月4日（ユリウス暦5月23日） - 1946年1月7日）は、ロシアの建築家。ロシア構成主義の理論的指導者として、また機能重視主義の指導者の一人として知られる。現代建築家協会「現代建築」誌創立者の一人。ニコライ・アレクサンドロヴィッチ・ミリューチンなどとも親しく、ヴェスニン兄弟らとも協働した。ベラルーシのミンスク出身。

## 人物
ミラノ芸術アカデミー、リガ綜合技術大学を卒業。当時の最新技術を活用して新たなタイプの住居建設の開発にかかわり、居住区分や生活基盤の新コンセプトを生み出した。
代表作は、国民財政委員会ナルコムフィン官舎、財務省保健総局官舎、軍事アカデミー食堂、ミリニスとの共作でトゥルクシブ管理局と、カザフスタン政府ビル、コテルニチェスカヤ及びゴンチャルナヤ堤計画（1934年）などがある。